# Gilles Jacquier
Pour les articles homonymes, voir Jacquier.
Gilles Jacquier, né le 25 octobre 1968 à Évian-les-Bains (Haute-Savoie) et mort le 11 janvier 2012 à Homs (Syrie), est un journaliste reporter d'images français.

## Biographie

### Jeunesse et formation
Gilles Jacquier passe son enfance à Bernex, commune située dans le massif du Chablais. Son père, boulanger, est le fondateur de l'école de ski de la commune, où son grand-père a occupé les fonctions de maire. Gilles Jacquier pratique le ski alpin et entre en section sport étude à Chamonix. Il fait ses débuts en compétition et évolue en coupe d'Europe. En 1987, il devient champion de France junior de super G. À l'âge de 20 ans, Jacquier doit arrêter le ski à la suite d'un accident. Il entreprend des études de cinéma pour devenir opérateur de prise de vue, puis s'oriente vers le journalisme et entre à l'ESRA,.

### Carrière
Gilles Jacquier débute en tant que journaliste reporter d'images sur la chaîne locale TV8 Mont-Blanc en 1989. Il rejoint le groupe France Télévisions, en 1991, et travaille en région, puis à la rédaction nationale de France 3 à partir de 1994,. Il est grand reporter pour France 2 entre 1999 et 2006, couvrant notamment les conflits en Irak, en Afghanistan et au Kosovo, ainsi que le conflit israélo-palestinien. Il est blessé par un tir de sniper durant un reportage à Naplouse en 2002,. Jacquier travaille ensuite pour le magazine télévisé Envoyé spécial.

### Décès

#### Circonstances du décès
Gilles Jacquier meurt à Homs, le 11 janvier 2012, alors qu'il couvre ce qu'on appelait alors la « révolte syrienne ». Il est le premier journaliste occidental tué pendant ces évènements. Le tournage, autorisé par les autorités, est destiné au magazine télévisé Envoyé spécial. Gilles Jacquier est accompagné par le journaliste reporter d'images Christophe Kenck. Des reporters suisses, belges et libanais sont également présents sur les lieux, ainsi que sa compagne Caroline Poiron, reporter-photographe. D'après les premiers témoignages, Gilles Jacquier aurait été tué par un obus de mortier. Plusieurs sources anonymes interrogées par Georges Malbrunot attribuent la responsabilité des tirs à l'Armée syrienne libre, qui dément ces affirmations,. Ses confrères présents sur les lieux évoquent, eux, une manipulation du régime syrien et l'absence de hasard. Le journaliste Sid Ahmed Hammouche, qui faisait partie du même convoi de presse, évoque la possibilité d'un crime d'État.

#### Enquêtes

##### Enquête de Georges Malbrunot et controverse
En février 2012, un rapport d'observateurs de la Ligue arabe attribue les tirs meurtriers à l'opposition. Une enquête judiciaire est ouverte en janvier 2012 par le parquet de Paris. Selon Georges Malbrunot, pour Le Figaro, qui en juillet de la même année cite « une source proche du dossier », Gilles Jacquier a été tué par un tir d'obus venant d'un quartier sunnite rebelle et visant le quartier alaouite pro-régime où il se trouvait : « Les analyses balistiques et les renseignements recueillis sur place […] juste après le drame indiquent que Jacquier a été tué d'un tir d'obus de mortier de 81 mm venu d’un quartier sunnite rebelle, des analyses montrent assez précisément la source du tir. ». Il précise « tous les services spécialisés ainsi que les diplomates de l'ambassade de France à Damas sont d'accord avec cette conclusion. ».   
Néanmoins, l'article de Georges Malbrunot est sujet à controverse notamment de la part de la compagne du journaliste, Caroline Poiron, présente au moment du drame. Elle conteste tout d'abord la fiabilité des sources, s'étonnant de la vitesse avec laquelle George Malbrunot publie un article attribuant la mort de son compagnon à l'Armée syrienne libre, en reprenant les éléments de langages des médias officiels du régime syrien. Elle conteste également l'arme utilisée ainsi que la fiabilité des observateurs de la ligue arabe dont elle retrace très précisément le parcours dans son ouvrage Attentat Express. L'absence de preuve matérielle de la part des communautés de renseignement ou de la justice ainsi que le caractère anonyme des sources des articles de George Malbrunot doivent inviter à la plus grande prudence. D'autres sources des services de renseignement syriens ayant fait défection, citées par Le Monde ou le Journal du Dimanche, témoignent d'une implication directe du régime syrien dans l'assassinat de Gilles Jacquier dans le cadre d'un guet-apens.

##### Enquête de ses confrères et de Caroline Poiron, présents sur les lieux
Caroline Poiron, la compagne de Gilles Jacquier, est reporter-photographe à Paris Match. Le couple a des jumelles, nées en 2010. Dès le départ, de nombreux faits posent question et éveillent les soupçons des journalistes, qui pensent à un piège. Ce piège aurait consisté, malgré leur refus, à les pousser, sous menace d'expulsion, à se rendre à Homs, puis à les amener précisément à l'endroit visé par les tirs. Les circonstances qui entourent la mort du journaliste (chronologie des évènements, présence puis absence des forces de sécurité, arrêt des tirs juste après...) ainsi que celles suivant son décès (insistance du régime pour récupérer le corps et l'emmener à Damas, visites imprévue, y compris d'un « faux médecin »...) font penser à une manipulation du régime de Damas.
En juin 2013, elle cosigne Attentat Express : Qui a tué Gilles Jacquier avec les journalistes Sid Ahmed Hammouche et Patrick Vallélian. L'ouvrage accuse le régime syrien d'avoir planifié la mort de Gilles Jacquier,. Patrick Vallélian, journaliste suisse présent à Homs le jour de l'attaque affirme : « C'était un piège. Le régime était derrière cela. Ils voulaient tuer Gilles », il parle d'un assassinat organisé. Cela rejoint le témoignage d'Ulysses, pseudonyme d'un ancien officier des renseignements syrien ayant fait défection. Celui-ci affirme que Gilles Jacquier était sous surveillance et que tout était planifié, qu'il a été amené dans un lieu prédéfini, où l'armée a tiré un mortier dans sa direction. Gilles Jacquier ayant été blessé mais pas tué sur le coup, c'est un membre de chabiha, milicien pro-Assad, qui l'a fait monter dans un taxi, dans lequel le journaliste est mort,.

### Justice
Des janvier 2012, différentes plaintes sont déposées pour qu'une enquête soit ouverte sur le décès de Gilles Jacquier. La France, Paris Match et France Télévisions, employeurs de Gilles Jacquier, ainsi que sa famille, et sa femme, Caroline Poiron, présente à Homs également, ont porté plainte. Elle-même porte plainte « en tant que partie civile contre le régime de Bachar al-Assad, de même que la famille Jacquier et Christophe Kenck, le cadreur de Gilles », .

### Hommages posthumes
Le 23 janvier 2012, le studio dans lequel les journaux télévisés de la chaîne France 2 sont tournés est baptisé « Studio Gilles Jacquier ». Le 23 février 2012, une descente aux flambeaux est effectué depuis le sommet de Pelluaz par une soixante de moniteurs de l'ESF et des pisteurs de la station tandis que son père, Georges Jacquier, mène une descente des enfants. En 2012, Caroline Poiron dédie à sa mémoire le webdocumentaire Homs, au cœur de la révolte syrienne. En 2017, une esplanade située dans le 11e arrondissement de Paris, où habitait le journaliste, entre le 50 et le 56 de la rue de Charonne est baptisée « Esplanade Gilles-Jacquier ».

## Prix et distinctions
En 2002, il est lauréat du Prix Bayeux-Calvados des correspondants de guerre dans la catégorie « télévision », en compagnie de Bertrand Coq, Tatiana Derouet et Alexandre Berne.
Il reçoit le Prix Albert-Londres en 2003 pour Naplouse (avec Bertrand Coq), sujet diffusé dans le journal télévisé de France 2.
En 2007, il est lauréat du Prix international de l'enquête,  attribué par le Centre de formation des journalistes de Paris, pour le reportage Ukraine, la dernière frontière diffusé dans l'émission Envoyé spécial,.
En 2009, lors du festival international du scoop et du journalisme, le Grand prix Jean-Louis Calderon lui est décerné dans la catégorie « Vidéo » pour le reportage Afghanistan : école, le tableau noir, diffusé dans l'émission Envoyé spécial,.
En 2010, il remporte la catégorie « télévision grand format » pour le reportage Afghanistan : école, le tableau noir,.
En 2011, lors du 51e Festival de télévision de Monte-Carlo, il reçoit la Nymphe d'or dans la catégorie « grand reportage d'actualité » pour Tunisie, la révolution en marche (Envoyé spécial).